# Уильский вилаят
Уи́льский вилая́т (Уильский оляят, Уильский олейят, Уильский Ойялат; каз. Ойыл уәлаяты) — особая территория Алаш-Орды и автономное правительство в её составе, создано деятелями партии «Алаш» в 1918 году в западной части современного Казахстана.

## История
Был учреждён на территории зауральской части Уральской области в конце апреля 1918 года 4-м Уральским областным казахским собранием, которое проходило в Джамбейты, председателем был избран Жаханша Досмухамедов, членами же правительства были избраны Халел Досмухамедов, чингизид Бахтигирей Кулманов (от Букеевской Орды) и старейшины основных ру Младшего жуза. Тогда же съезд и постановил поддержать Уральское войсковое правительство имеющмся скотом, в особенности лошадьми (для кавалерии). Усиленно мобилизовать киргизских джигитов как милиционеров обучая их военному делу, под прямым руководством казачьих офицеров. По договорному соглашению мобилизованные должны были быть командированы Уральским войсковым правительством, под именем народной милиции. Также съезд постановил, что в посёлке Джамбейта необходимо открыть юнкерское училище с шестимесячным курсом для подготовки командного состава из казахских юношей. Планировалось обучать реалистов, гимназистов, окончивших двухклассные училища и школьных преподавателей, с приглашением военных учителей из офицеров Уральского казачьего войска.

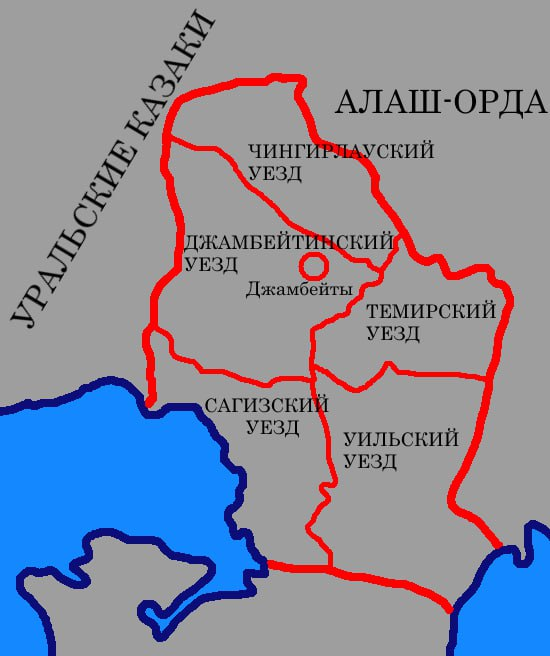
Примерное административно-территориальное деление Уильского оляята

Вилаят был поделён на пять уездов: Чингирлауский (вместо Уральского), Джамбейтинский (вместо Лбищенского), Сагизский (вместо Гурьевского), выделились новые — Уильский и Темирский.
Правительство Уильского вилаята старалось поддерживать хорошие отношения с Комитетом членов Учредительного собрания, на его средства вилаяту удалось создать свои собственные вооружённые силы и сражаться на стороне Белого движения.
В некоторых источниках отмечается то, что Жаханша Досмухамедов носил титул хана в Уильском велаяте.
11 сентября 1918 года под председательством Алихана Букейханова, Жаханши Досмухамедова, Халела Досмухамедова, Ахмета Беремжанова, Алимхана Ермекова, Мухамеджана Тынышпаева на экстренном заседании Правительства Алаш-Орды Уильский вилаят был упразднён и заменён Западным отделением Алаш-Орды.

## Правительство
1. Жаханша Досмухамедов
2. Даулетше Кусепкалиев
3. Халел Досмухамедов
4. Салык Умаров
5. Калдыбай Асанов
6. Габдул Косдаулетов

## Вооружённые силы

Попытка реконструкции флага Уильского конного полка, хранится в музее Жымпиты

Председателем военного отдела Западного отделения Алаш-Орды и командующим Алашскими частями был назначен
уральский казак, полковник Ерыклинцев. Начальником штаба указывается Белов. По предписанию генерала Толстова Ерыклинцев был также назначен «начальником военно-административного управления зауральской части Уральской области с правом генерал-губернатора в местностях, объявленных на военном положении». Комуч, ввиду признания Алашской автономии, выделял средства на создание Уильским вилаятом собственных вооружённых сил. Они состояли из одного конного полка, в ближайшей перспективе планировалось создать Народную армию численностью до 2 тысяч человек. Джамбейтинский съезд апреля 1918 года постановил широкое сотрудничество с уральскими казаками и содействие в обучении казахов военному делу.